# Миндели, Элизбар Онисимович
Элизбар Онисимович Миндели — советский учёный, доктор технических наук, член-корреспондент АН Грузинской ССР.

## Биография
Родился в 1910 году в селе Сори. Член КПСС.
Окончил горный факультет Грузинского индустриального института.
В 1933—1937 гг. — инженер на строительстве Московского метрополитена.
В 1937—1942 гг. — руководящий работник угольной промышленности СССР, в 1942—1955 гг. — заместитель народного комиссара, первый заместитель министра угольной промышленности СССР, первый заместитель министра строительства топливных предприятий СССР.
В 1954—1973 гг. — заведующий лабораторией и заведующий отделом Московского горного института им. акад. А. Скочинского.
В 1973—1980 гг. — директор Института горной механики им. Г. Цулукидзе АН Грузинской ССР.
Заслуженный деятель науки и техники РСФСР, заслуженный деятель науки и техники Грузинской ССР.
Умер в 1980 году в Тбилиси.
Сын Леван (3 октября 1939 — 4 ноября 2019, Москва) — советский и российский экономист, специалист в области экономики науки, научно-технической и инновационной политики, прогнозирования науки и научно-технического развития, член-корреспондент РАН (2011)

## Награды
- Орден Ленина (трижды)
- Орден Трудового Красного Знамени (дважды)